# IC 5350
IC 5350 — галактика типу E-S0 (еліптична спіральна галактика) у сузір'ї Скульптор.
Цей об'єкт міститься в оригінальній редакції індексного каталогу.